# Мойнакская ГЭС
Мойнакская ГЭС имени У. Д. Кантаева (каз. Мойнақ су электр стансасы) — гидроэлектростанция на реке Чарын в Кегенский район районе Алматинской области. Крупнейшая гидроэлектростанция Южного Казахстана. Собственник станции — АО «Мойнакская гидроэлектростанция имени У. Д. Кантаева», входящее в состав государственного энергохолдинга «Самрук-Энерго» (принадлежит «Самрук-Казына»).

## Общие сведения

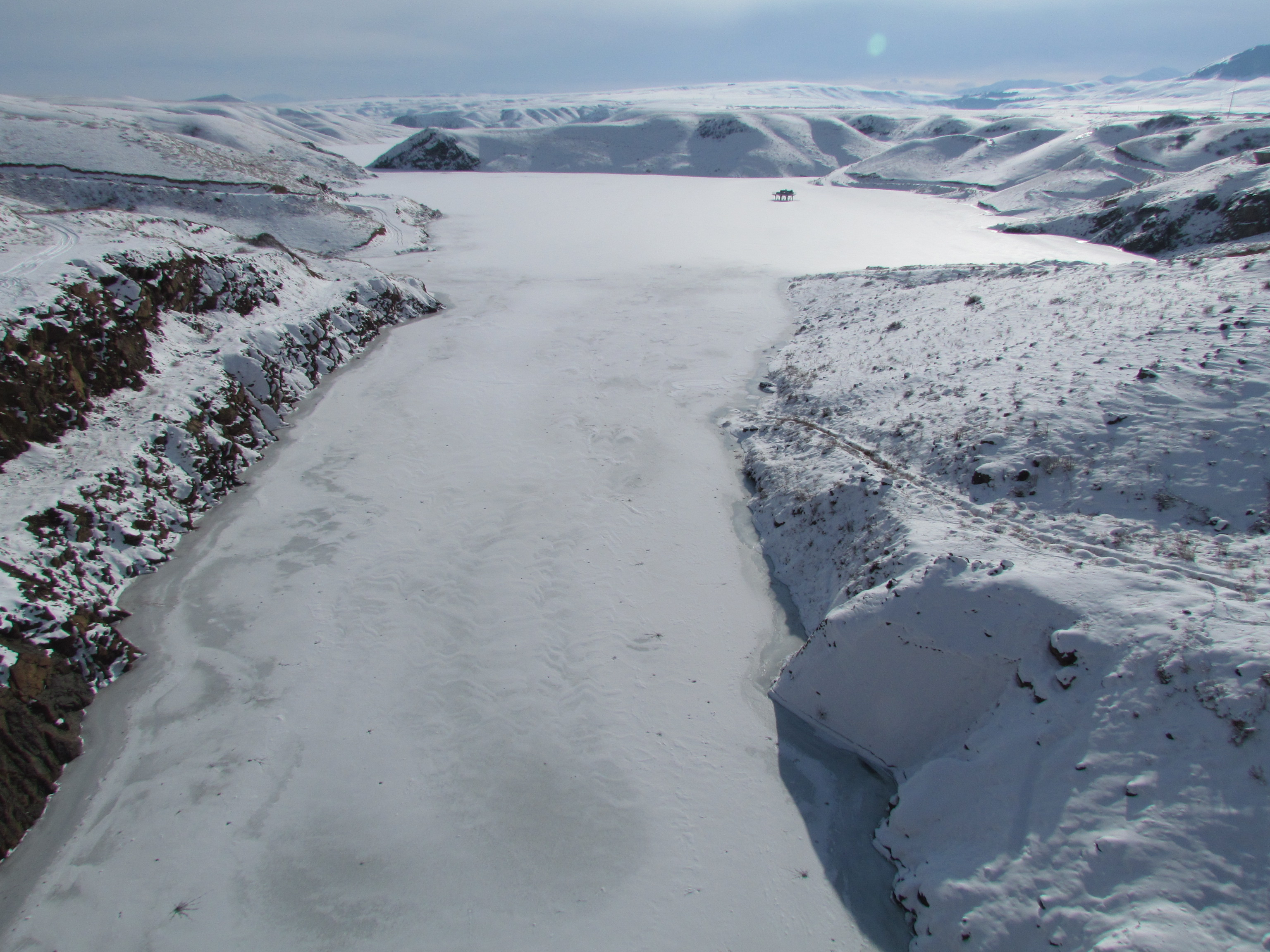
Бестюбинское водохранилище

Мойнакская ГЭС по конструкции является высоконапорной плотинно-деривационной электростанцией с подводящей напорной деривацией в виде тоннеля. Установленная мощность электростанции — 300 МВт, проектная среднегодовая выработка электроэнергии — 1027 млн кВт·ч. Состав сооружений гидроузла:
- каменно-набросная плотина с суглинистым ядром высотой 94 м и длиной 515 м;
- строительный тоннель длиной 714 м, сечением 4,65×5 м, совмещенный с шахтным эксплуатационным водосбросом, пропускной способностью 198 м³/с;
- рабочий водовыпуск тоннельного типа длиной 507 м и диаметром 3 м, пропускной способностью 75 м³/с;
- водоприёмник, совмещённый с входным оголовком рабочего водовыпуска;
- подводящий деривационный тоннель длиной 4912 км подковообразного сечения 5×7 м, в ослабленных зонах скального массива — круглого сечения диаметром 5,6 м и 4,1 м;
- уравнительный резервуар шахтного типа с верхней камерой, глубиной 175 м и диаметром 6 м;
- турбинный водовод длиной 4301 км круглого сечения диаметром 4,1 м;
- здание ГЭС;
- контррегулирующее сооружение, включающее каменно-земляную плотину, водосливную плотину и водовыпуск, с водохранилищем полной емкостью 1,2 млн м³ и полезной емкостью 0,7 млн м³.

В здании ГЭС установлены 2 вертикальных гидроагрегата мощностью по 150 МВт с ковшовыми гидротурбинами, работающими на расчётном напоре 471,4 м. Производитель турбин — австрийская фирма Andritz Hydro, генераторов — Харбинский завод электромашин из Китая. С генераторов электроэнергия на напряжении 15,75 кВ передаётся на два силовых трансформатора мощностью 200 МВА, а с них через открытое распределительное устройство напряжением 220 кВ — в энергосистему.
Плотина ГЭС образует Бестюбинское водохранилище полным объёмом 238 млн м³ и полезным объёмом 198 млн м³, что позволяет производить сезонное регулирование стока, отметка нормального подпорного уровня водохранилища — 1770 м, уровня мёртвого объёма — 1736 м.

## История строительства

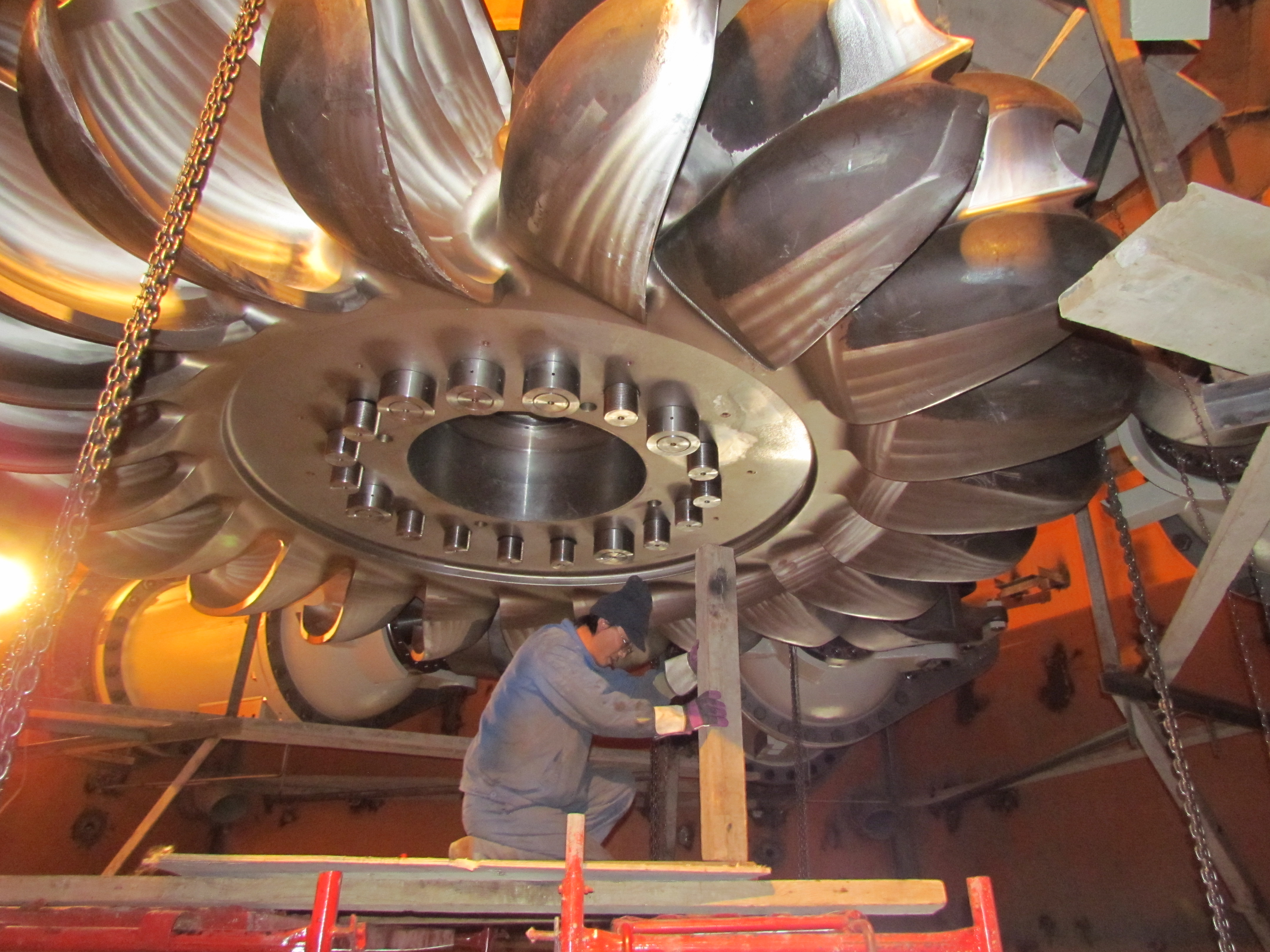
Рабочее колесо турбины Мойнакской ГЭС

Строительство Мойнакской ГЭС было начато в 1985 году, по проекту Казахского отделения института «Гидропроект». В 1992 году, в связи с ухудшением экономического положения в стране, строительство было прекращено при готовности сооружений головного узла около 70 %, сооружение деривационного тоннеля и здания ГЭС начато не было (общая готовность сооружений ГЭC на момент завершения строительства — около 10 %). Консервация недостроенных сооружений не была произведена должным образом, в результате чего они частично пришли в негодность. Комплекс сооружений ГЭС был приватизирован и продан частной компании АО «АК Бірлік», которая организовать работы по достройке ГЭС не смогла. Интерес к проекту вновь возник в начале 2000-х годов, в связи с ростом энергопотребления в Казахстане. В 2005 году было принято решение о возобновлении строительства ГЭС, в этом же году начались работы по расконсервации строительной площадки. Для достройки станции были привлечены кредиты Банка развития Казахстана в объёме $50 млн и Банка развития Китая в объёме $200 млн. АО «Самрук-Энерго» выкупило у АО «АК Бірлік» 51 % акций АО «Мойнакская ГЭС», а в 2014 году довело свою долю до 100 %. Проект станции был доработан Китайской Международной Корпорацией водного хозяйства и энергетики, ставшей генподрядчиком по строительству деривационного тоннеля и здания ГЭС.
В 2006—2008 годах велись работы по завершению строительства Бестюбинского гидроузла (плотина, водосбросные сооружения). К концу 2009 года была завершена отсыпка плотины, было пройдено 4,2 км деривационного тоннеля, заказаны гидротурбины. В 2010 году была завершена проходка деривационного тоннеля. Пуск станции состоялся 9 декабря 2011 года, официально в эксплуатацию Мойнакская ГЭС была введена в 2012 году. В 2018 году электростанции было присвоено имя её первого генерального директора — Уразали Кантаева. Планируется строительство тоннеля для переброски в Бестюбинское водохранилище части стока реки Кенсу, что позволит увеличить выработку электроэнергии Мойнакской ГЭС на 102 млн кВт·ч в год.